# Asnæs Sogn
Asnæs Sogn er et sogn i Odsherred Provsti (Roskilde Stift).
I 1800-tallet var Asnæs Sogn et selvstændigt pastorat. Det hørte til Odsherred i Holbæk Amt. Asnæs sognekommune blev ved kommunalreformen i 1970 indlemmet i Dragsholm Kommune, der ved strukturreformen i 2007 indgik i Odsherred Kommune.
I Asnæs Sogn ligger Asnæs Kirke.
I sognet findes følgende autoriserede stednavne:
- Asnæs (bebyggelse, ejerlav)
- Asnæs Indelukke (bebyggelse)
- Bobjerg (bebyggelse)
- Borrevang (bebyggelse)
- Dybdal Huse (bebyggelse)
- Engvangen (bebyggelse)
- Esterhøj (areal, bebyggelse)
- Hulebæk (bebyggelse)
- Høve (bebyggelse, ejerlav)
- Høve Lyng (bebyggelse)
- Høve Skov (bebyggelse)
- Høve Strand (bebyggelse)
- Høve Stræde (bebyggelse)
- Næsdal (bebyggelse)
- Næssevang (bebyggelse)
- Pistevang (bebyggelse)
- Rævebjerg (bebyggelse)
- Rødhøj (bebyggelse)
- Stenbjerg (bebyggelse)
- Toftedal (bebyggelse)
- Toftevang (bebyggelse)
- Tolsager (bebyggelse, ejerlav)
- Trehøje (bebyggelse)
- Østervang (bebyggelse)
- Åsevang (bebyggelse)
- Åstofte (bebyggelse, ejerlav)